# Juan Gelman
Juan Gelman (Buenos Aires, 1930. május 3. – Mexikóváros, 2014. január 14.): Cervantes-díjas argentin költő, író, nyelvész. 1956-tól haláláig több mint húsz verseskötetét adták ki. 2007-ben megkapta a spanyol irodalom legjelentősebb díját, a Cervantes-díjat. Műveiben az életet ünnepelte, de társadalmi és politikai természetű kommentárok is szerepelnek műveiben, melyek hazájának politikájáról alkotott fájdalmas tapasztalatait tükrözik.

## Pályafutása
Buenos Airesben Villa Crespo kerületében ukrán zsidó emigráns család harmadik fiaként született. Apja, José Gelman, társadalmi forradalmár volt, aki részt vett az 1905-ös orosz forradalomban, majd Argentínába emigrált. A bolsevik forradalom után nem sokkal visszatért Oroszországba, majd csalódottan végleg visszament Argentínába.
Juan Gelman háromévesen tanult meg olvasni, gyerekkorát olvasással és focizással töltötte. Érdeklődése már nagyon fiatalon a költészet felé fordult, ebben befolyásoló szerepe volt testvérének, Borisznak, aki oroszul felolvasott néhány verset neki, olyan nyelven, amit Juan nem értett. Nyolcéves korában Dosztojevszkij Megalázottak és megszomorítottak olvasmányélménye mély benyomást tett rá.
Fiatal korában több jelentős irodalmi csoportnak volt tagja, később jelentős újságíró lett belőle. Az ENSZ-nél is dolgozott tolmácsként. Egész életében lelkes politikai aktivista volt. 1975-ben bekapcsolódott a Montoneros baloldali gerillacsoport tevékenységébe, bár később elhatárolódott a csoport tevékenységétől. Az 1976-os argentin katonai puccs után kénytelen volt Argentínából száműzetésbe menni.
Fiát és várandós menyét – húsz és tizenkilenc évesen – a katonai diktatúra alatt saját otthonából elrabolták, így ők lettek a katonai junta 30 000. nyom nélkül eltűnt emberei. 1990-ben Gelman azonosította fia maradványait, akit előbb kivégeztek, majd homokkal és cementtel töltött hordóban temettek el. Menye maradványai továbbra sem kerültek elő.
2000-ben viszont a költőnek sikerült felkutatnia lányunokáját, aki anyja fogságának idején született, majd egy uruguayi kormánypárti család fogadta örökbe. Amikor unokája, Macarena megtudta valódi származását, felvette a Gelman családnevet.
Hosszú száműzetése alatt Gelman 1988-ig Európában élt, majd az Egyesült Államokba költözött, később Mexikóba ment feleségével, Mara La Madrid argentin pszichológussal.
1997-ben Juan Gelman argentínai nemzeti költészeti díjat kapott életműve elismeréseként, 2000-ben spanyol irodalmi kitüntetést, a Juan Rulfo-díjat kapta meg. 2007-ben megkapta a spanyol írók legfontosabb díját, a Cervantes-díjat. Haláláig a Pagina/12 újságírója volt.

## Költeményeiről
Egyes költeményei magyarul is megjelentek folyóiratokban és antológiákban a 60-as évek végétől (Che Guevaráról szóló verse viszont politikai okból nem jelenhetett magyarul a Kádár-rendszerben), sőt József Attiláról és Jiří Wolkerről Barátok címen verset is írt, melyet Simor András fordított le.

## Művei

### Verseskötetek
- Violín y otras cuestiones. Buenos Aires: Gleizer, 1956
- El juego en que andamos. Buenos Aires: Nueva Expresión, 1959
- Velorio del solo. Buenos Aires: Nueva Expresión, 1961
- Gotán (1956-1962). Buenos Aires: La Rosa Blindada, 1962 (új kiadás: 1996)
- Cólera Buey. La Habana: La Tertulia, 1965 (új kiadás: 1994)
- Los poemas de Sidney West. Buenos Aires: Galerna, 1969 (új kiadás: 1995)
- Fábulas. Buenos Aires: La Rosa Blindada, 1971
- Relaciones. Buenos Aires: La Rosa Blindada, 1973
- Hechos y Relaciones. Barcelona: Lumen, 1980
- Si dulcemente. Barcelona: Lumen, 1980
- Citas y Comentarios. Madrid: Visor, 1982
- Hacia el Sur. México: Marcha, 1982
- Com/posiciones (1983-1984). Barcelona: Ediciones del Mall, 1986
- Interrupciones I. Buenos Aires: Libros de Tierra Firme, 1986
- Interrupciones II. Buenos Aires: Libros de Tierra Firme, 1988
- Anunciaciones. Madrid: Visor, 1988
- Carta a mi madre. Buenos Aires: Libros de Tierra Firme, 1989
- Dibaxu. Buenos Aires: Seix Barral, 1994
- Salarios del impío. Buenos Aires: Libros de Tierra Firme, 1993
- Incompletamente. Buenos Aires: Seix Barral, 1997
- Valer la pena. Buenos Aires: Seix Barral, 2001
- País que fue será. Buenos Aires: Seix Barral, 2004
- Mundar. Buenos Aires: Seix Barral, 2007
- De atrásalante en su porfía. Madrid: Visor; Buenos Aires: Seix Barral, 2009
- El emperrado corazón amora. Barcelona: Tusquets; Buenos Aires: Seix Barral, 2011

### Antológiák
- Poemas. La Habana: Casa de las Américas, 1960
- Obra poética. Buenos Aires: Corregidor, 1975
- Poesía.  La Habana: Casa de las Américas, 1985
- Antología poética. Montevideo: Vintén, (1993)
- Antología personal. Buenos Aires: Instituto Movilizador de Fondos Cooperativos, 1993. (Desde la Gente sorozat)
- En abierta oscuridad. México: Siglo XXI, 1993
- Antología poética. Buenos Aires: Espasa Calpe, 1994
- De palabra (1971-1987) (Julio Cortázar előszavával). Madrid: Visor, 1994
- Oficio Ardiente. Patrimonio Nacional y la Universidad de Salamanca, (2005)
- Fulgor del aire. Santiago del Chile: Lom Ediciones, (2007)
- De palabra: Poesía III (1973-1989). Madrid: Visor Libros, (2008)
- Bajo la luvia ajena. Barcelona: Seix Barral, (2009)

### Prózai művek
- Prosa de prensa. España: Ediciones B, 1997
- Ni el flaco perdón de Dios/Hijos de desaparecidos (Mara La Madriddal közösen). Buenos Aires: Planeta, 1997
- Nueva prosa de prensa. Buenos Aires: Ediciones B Argentina, 1999
- Afganistan/Iraq: el imperio empantanado. Buenos Aires, 2001
- Miradas. Buenos Aires: Seix Barral, 2005
- Escritos urgentes. Buenos Aires: Capital Intellectual, 2009
- Escritos urgentes II. Buenos Aires: Capital intellectual, 2010
- El ciempiés y la araña (ill. Eleonora Arroyo). México: Capital intellectual, 2011

## Fordítás
- Ez a szócikk részben vagy egészben  a   Juan Gelman című angol Wikipédia-szócikk fordításán alapul.  Az eredeti cikk szerkesztőit annak laptörténete sorolja fel. Ez a jelzés csupán a megfogalmazás eredetét és a szerzői jogokat jelzi, nem szolgál a cikkben szereplő információk forrásmegjelöléseként.